# Cassette
Cassette (còn được gọi Compact Cassette hoặc phiên âm cát-xét, cát sét) là một thiết bị dùng để lưu trữ dữ liệu là tín hiệu hình ảnh hay âm thanh. Tại Việt Nam, khi nói đến cassette, thường được nghĩ đến băng nhạc Cassette, xa hơn chút là nghĩ đến máy Cassette, và sau này là băng video cassette. Sản phẩm này được phát triển bởi công ty Royal Philips của Hà Lan ở Hasselt, Bỉ, bởi Lou Ottens và nhóm của ông và được đưa ra thị trường vào tháng 9 năm 1963. 
Ra đời từ thập niên 60, phổ biến rộng từ cuối thập niên 70, trong gần 40 năm, Cassette đóng một vai trò quan trọng trong việc ghi âm và truyền bá âm nhạc, ra đời sau băng cối (ở Việt Nam còn gọi là băng Akai) và đĩa nhựa và chất lượng âm thanh không bằng nhưng Cassette được ứng dụng nhiều trong công nghệ thu-phát âm thanh và đạt được mức phổ biến cao hơn vì tiện lợi, nhỏ gọn và giá thành rẻ. Từ những năm 90, cùng với việc phát triển kỹ thuật số và sự ra đời những kỹ thuật ghi âm, ghi hình tân kỳ hơn, như dùng đĩa CD, DVD, do đó Cassette đã không còn được ưa chuộng nữa và dần dần chìm vào quên lãng.
Các băng cassette nhỏ gọn có hai dạng, hoặc đã chứa nội dung dưới dạng một băng cassette đã có ghi âm sẵn (music cassette), hoặc là một băng cassette "trống" có thể ghi âm hay ghi hình hoàn toàn. Người dùng có thể hoàn nguyên cả hai biểu mẫu (xóa đi ghi lại).

## Băng Cassette

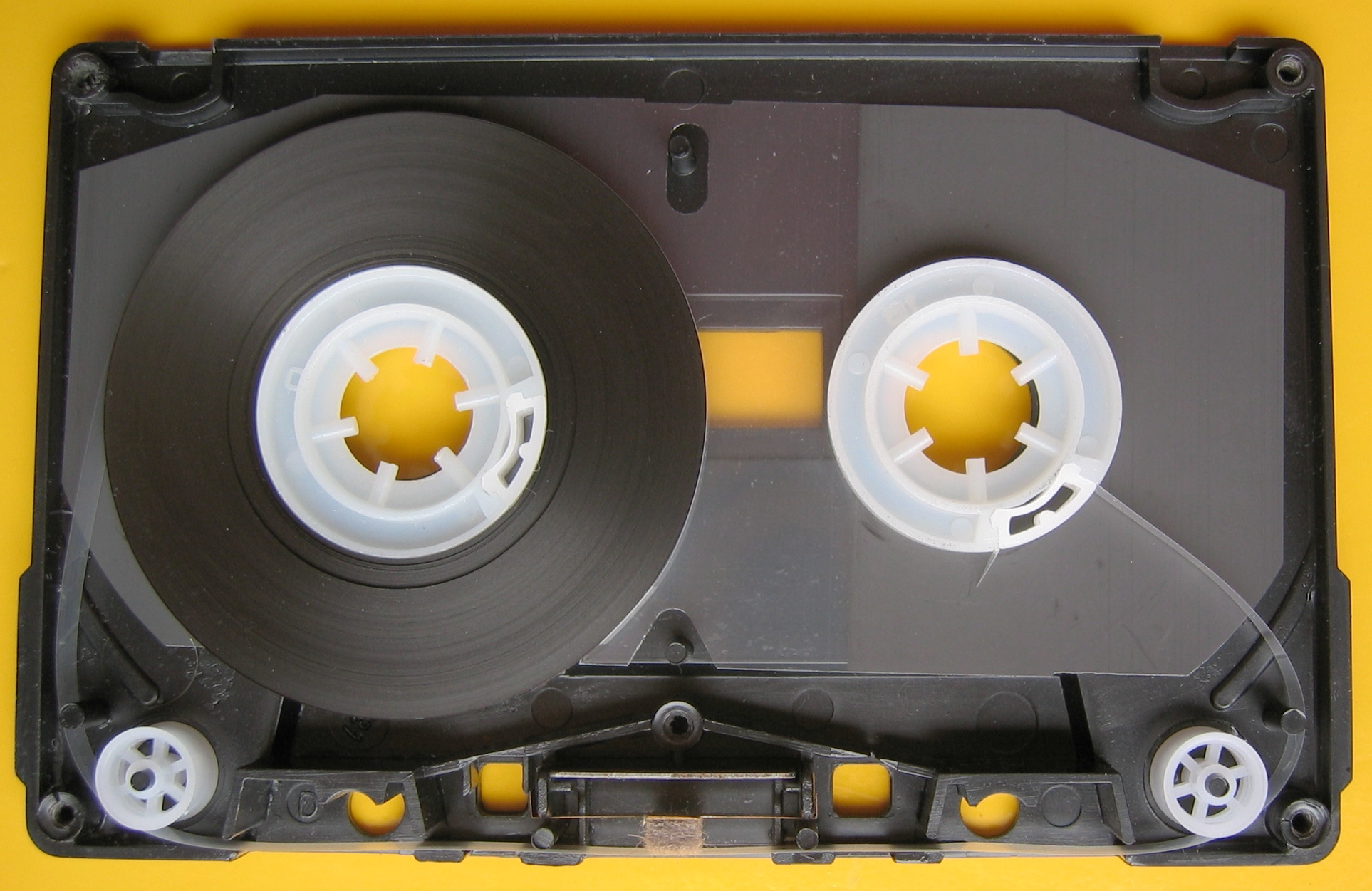
Bên trong một băng Cassette

Còn được gọi đơn giản là băng nhạc. Một băng Cassette được cấu tạo từ một cuộn băng có mang từ trường trong một vỏ băng bằng nhựa, trong đó thường được ghi bằng 4 rãnh âm thanh cho 2 mặt. Cuộn băng từ trường này rộng 3,81 mm, còn độ dài của cuộn băng và độ dày của băng tùy thuộc vào thời gian có thể chạy của cả băng, như có nhiều chuẩn thông dụng C60 (30 phút âm thanh mỗi mặt, băng dài 90 m), C90 (45 phút mỗi mặt, băng dài khoảng 130 m)... Cuộn băng từ trường này lúc đầu được làm từ một hỗn hợp ferric oxide (Fe2O3) (có hạn chế đối với tín hiệu trên 15 kHz và nhiều tạp âm - điều này thường làm nhiều người lầm tưởng rằng ghi âm bằng băng từ sẽ khó có được chất lượng tốt khi sánh với CD), nhưng sau có loại tráng thêm chromium dioxide (CrO2) (năm 1970, hệ thống Dolby B áp dụng cho loại băng từ này, giúp cho cải thiện được đặc tuyến tần số tín hiệu ở dải trên 15 kHz đồng thời cải thiện đáng kể tạp âm, từ đây có thể tin tưởng rằng âm thanh giữ được nguyên dạng hơn nhiều khi so với âm thanh số nén, và ở một số khía cạnh âm thanh sẽ thật hơn khi so với âm thanh số không nén như CD), hoặc hợp chất FeCr loại 3, hoặc băng từ loại Metal (loại này có chất lượng tốt nhất) để tăng cường chất lượng âm thanh.
Từ năm 1935 đã có những băng cối (ở VN còn được gọi là băng Akai theo tên một hãng sản xuất nổi tiếng) được phát minh để lưu trữ tín hiệu âm thanh, vì giá thành của băng nhạc và các thiết bị phát thanh quá đắt nên chỉ phổ biến trong một bộ phận dân chúng. Tháng 8 năm 1963, hãng Philips ở Hà Lan đã cho ra mắt băng Compact Cassette và máy nghe Cassette (được giới thiệu lần đầu tại Hội chợ Triển lãm Phát sóng Funkausstellung tại Berlin), cũng với cách vận hành gần như băng cối, nhưng cả hai cuộn băng nhỏ hơn và nằm trong 1 vỏ bằng nhựa. Từ năm 1965, những băng nhạc Cassette thông dụng bắt đầu được bán ra thị trường, lúc đầu chỉ có thể phát bằng chất lượng âm thanh mono (âm thanh đơn kênh, đơn loa), nhưng từ năm 1966 đã có băng Cassette stereo (đa kênh) .
Cho đến năm 1988, riêng hãng Philips, nhà sản xuất thiết bị điện tử khổng lồ của Hà Lan, bán được khoảng 3 tỷ băng Cassette . Những hãng sản xuất băng Cassette nổi tiếng khác có thể kể như TDK, Maxell, BASF, Sony, JVC, Nakamichi,...
Những biến thể phát triển của băng Cassette sau này như Digital Audio Tape (DAT), Digital Compact Cassette (DCC) (phát triển trong những năm 1992-1996)... tuy nhiên với sự biến chuyển nhanh chóng của thị trường kỹ thuật số, những sản phẩm này không đủ sức cạnh tranh lâu dài với những sản phẩm khác và không phổ biến toàn cầu.

## Máy Cassette
Máy Cassette là một máy dùng để đọc những dữ liệu và phát âm thanh hoặc ghi âm lên băng cassette. Một đầu máy Cassette có những bộ phận cơ khí như mô-tơ, dây cu-roa, nhông truyền động, bánh đá, mâm capstan.... và một hệ xử lý âm thanh. Băng Cassette chạy trong máy nghe nhạc với tốc độ trung bình 47,625 mm/s (1,875 inches/sec)  và những dữ liệu ghi trên băng được chuyển đổi thành âm thanh.
Nhiều máy cassette có trang bị hệ thống lọc xì Dolby để lọc những tiếng ồn (tạp âm) xì phát sinh khi phát thanh từ băng Cassette.
Năm 1979, hãng Sony chế tạo ra Sony-Walkman, máy nghe nhạc Cassette xách tay nhỏ nhắn và nhờ đó càng giúp phổ biến sự thông dụng của Cassette.
Một số bất lợi của máy Cassette là hộp đựng băng từ cũng như hộp kết cấu chạy băng và đầu từ đều thường tiếp xúc với không khí nên dễ bị ảnh hưởng bởi bụi và độ ẩm, vì thế máy Cassette cần phải được bảo dưỡng đều đặn (phần đầu từ không để bị oxy hóa bám bụi bẩn, cơ cấu các bánh xe trợ giúp không để bị kẹt hoặc bụi bẩn sẽ làm ảnh hưởng đến chất lượng góc tiếp xúc và tốc độ ổn định của băng từ với đầu từ) ngoài ra băng từ nếu dùng nhiều sẽ xảy đến tình trạng băng nhão, hay máy "cắn băng" nếu bánh xe ép băng trong máy bị mòn.

## Băng Video Cassette

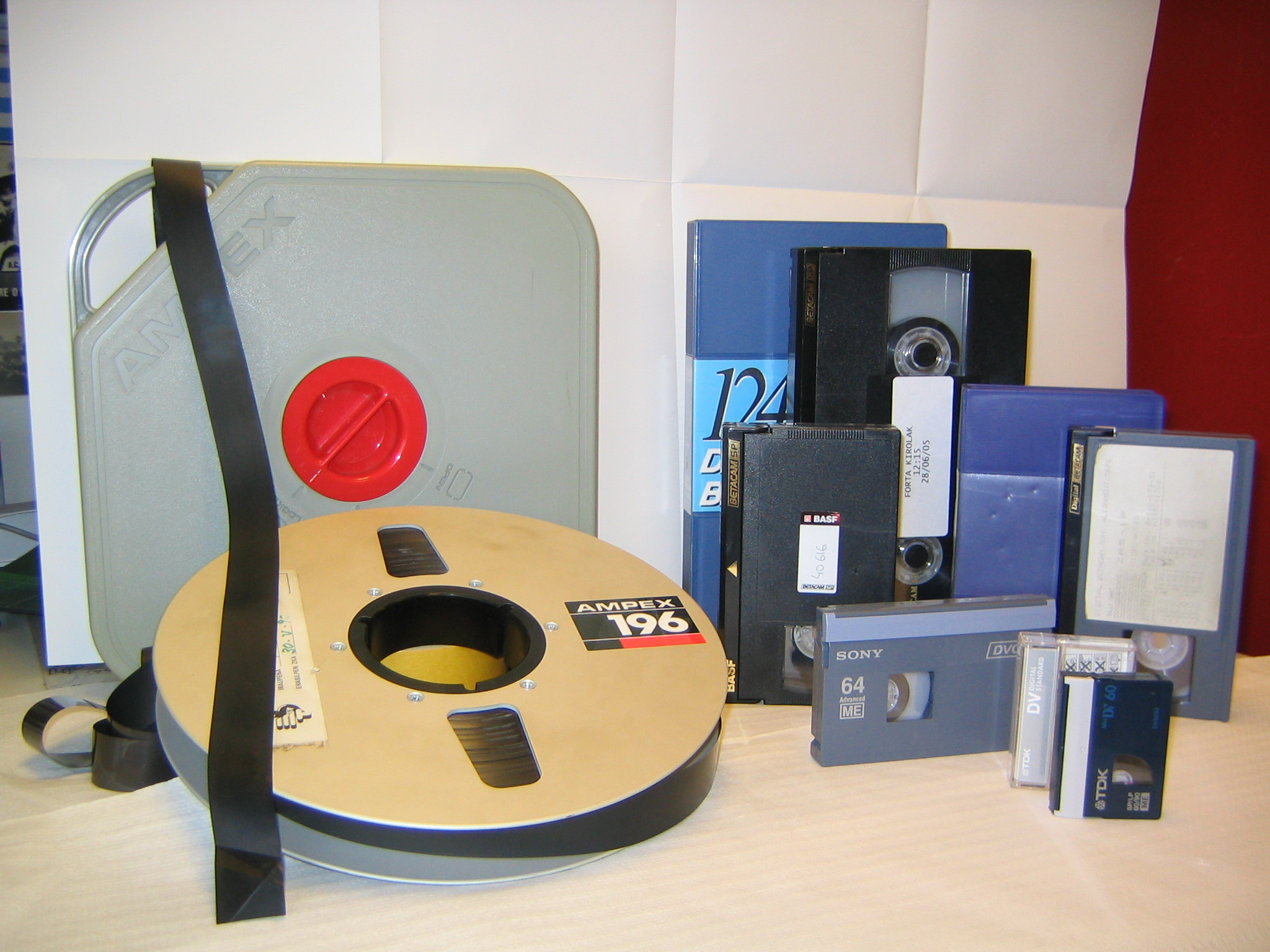
Các loại băng Video khác nhau

Nếu băng Compact Cassette là một thiết bị lưu trữ âm thanh thì băng Video Cassette (gọi tắt là băng Video) là một thiết bị ghi hình.
Một băng Video gồm một vỏ băng bằng nhựa, trong đó có một dây băng từ. Có rất nhiều tiêu chuẩn Video khác nhau về mẫu mã, hệ thống ghi hình như Betamax (1976), VHS (1976), Video 2000 (1979), Betacam (1982), VHS-C (1983), Video 8 (1985), Super Beta (1985), S-VHS (1987), Hi8 (1989)... Nhưng thông dụng nhất là chuẩn VHS và Video 8.

## Hình ảnh

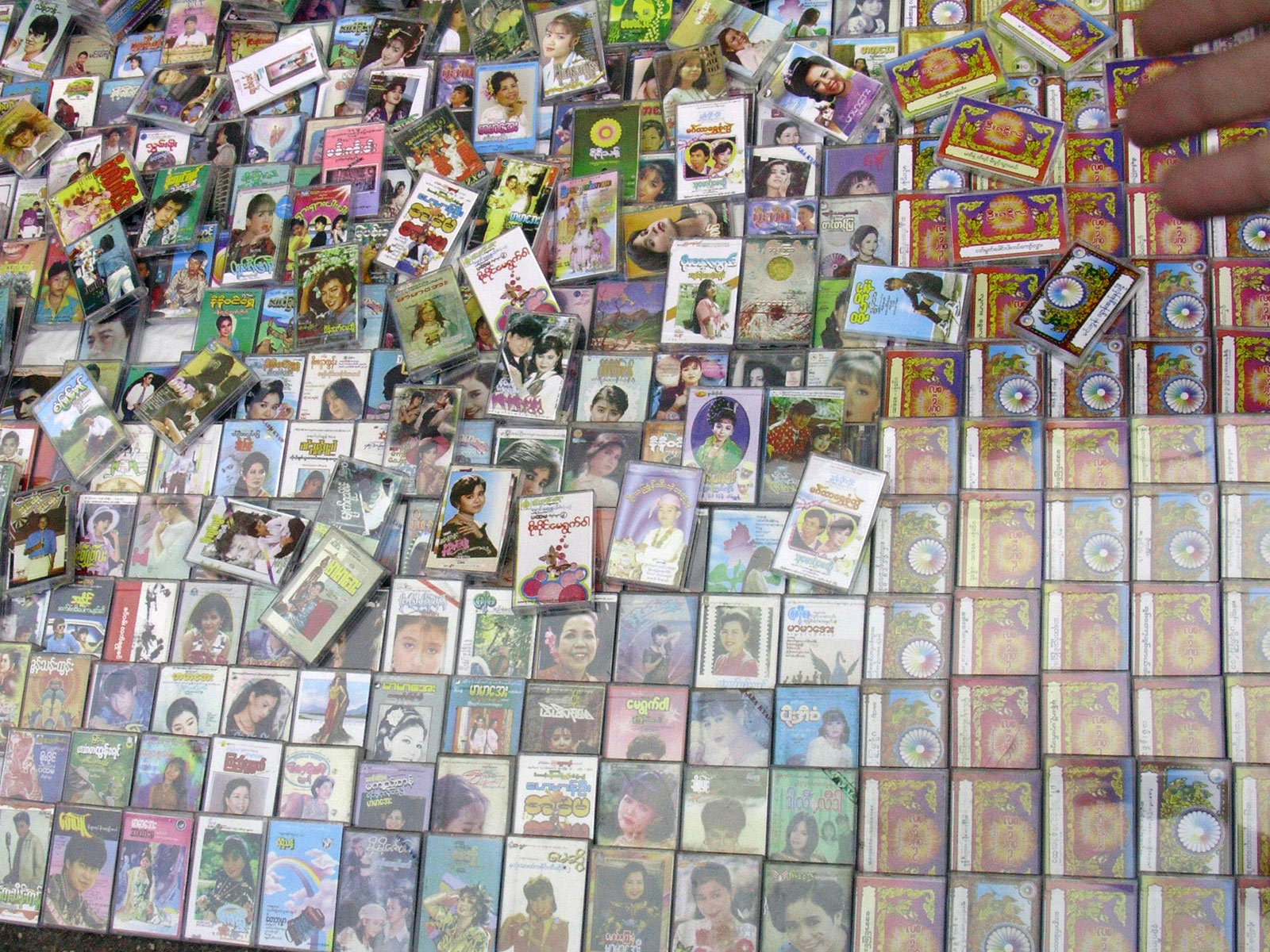
Sạp bán băng nhạc Cassette
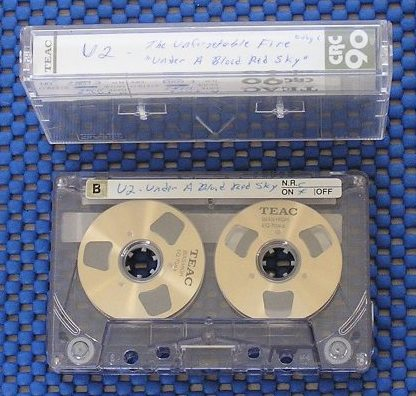
Băng Cassette và hộp
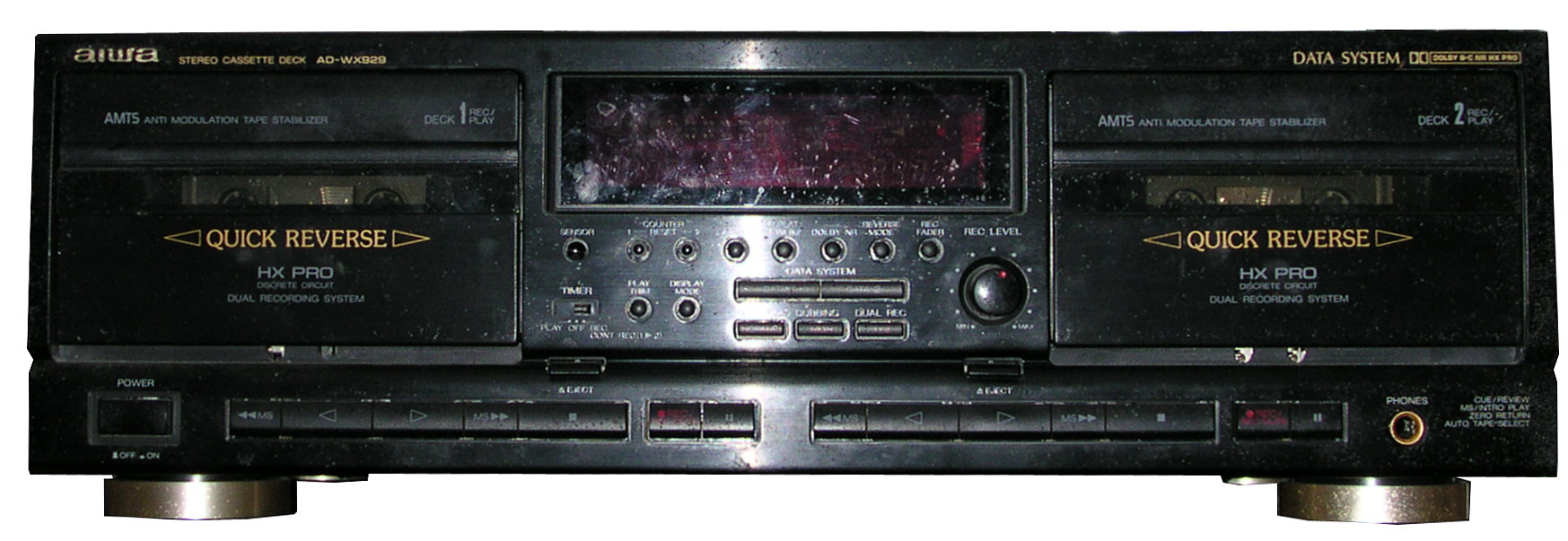
một đầu máy Cassette 2 băng của hãng Aiwa
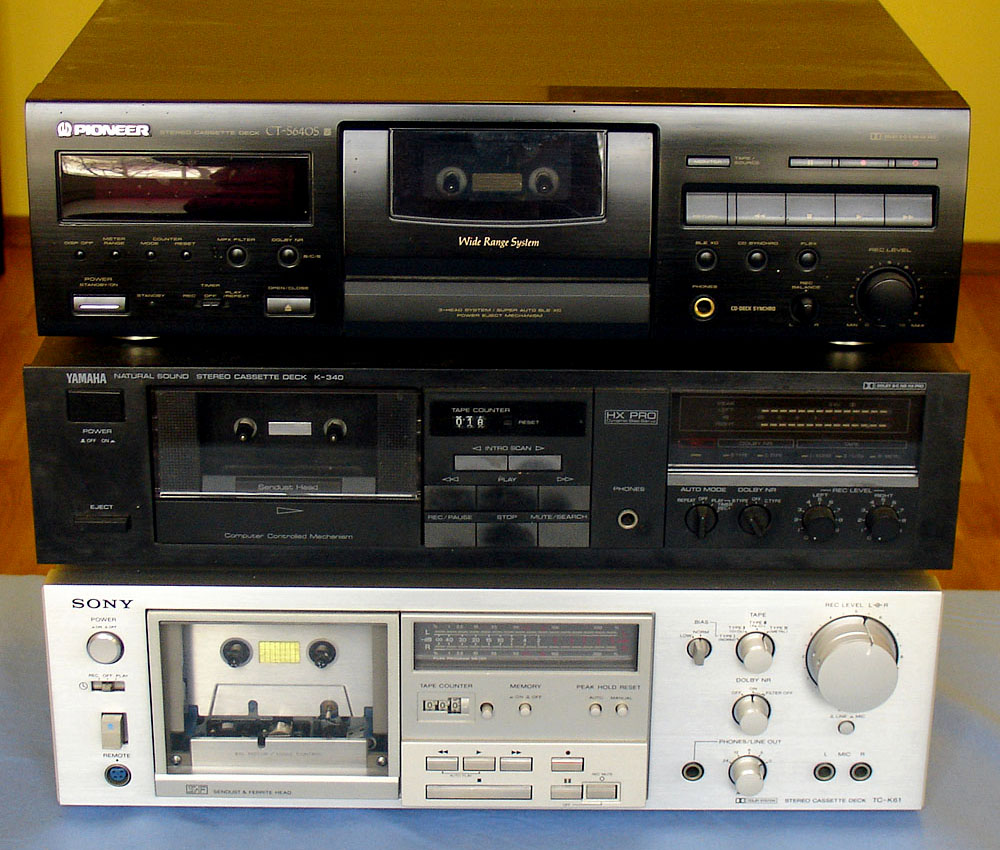
Ba thế hệ đầu máy Cassette
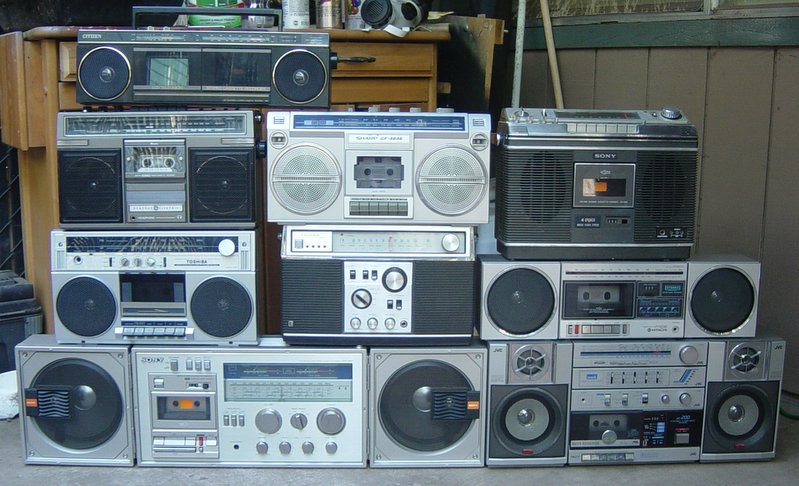
Một số máy Cassette xách tay
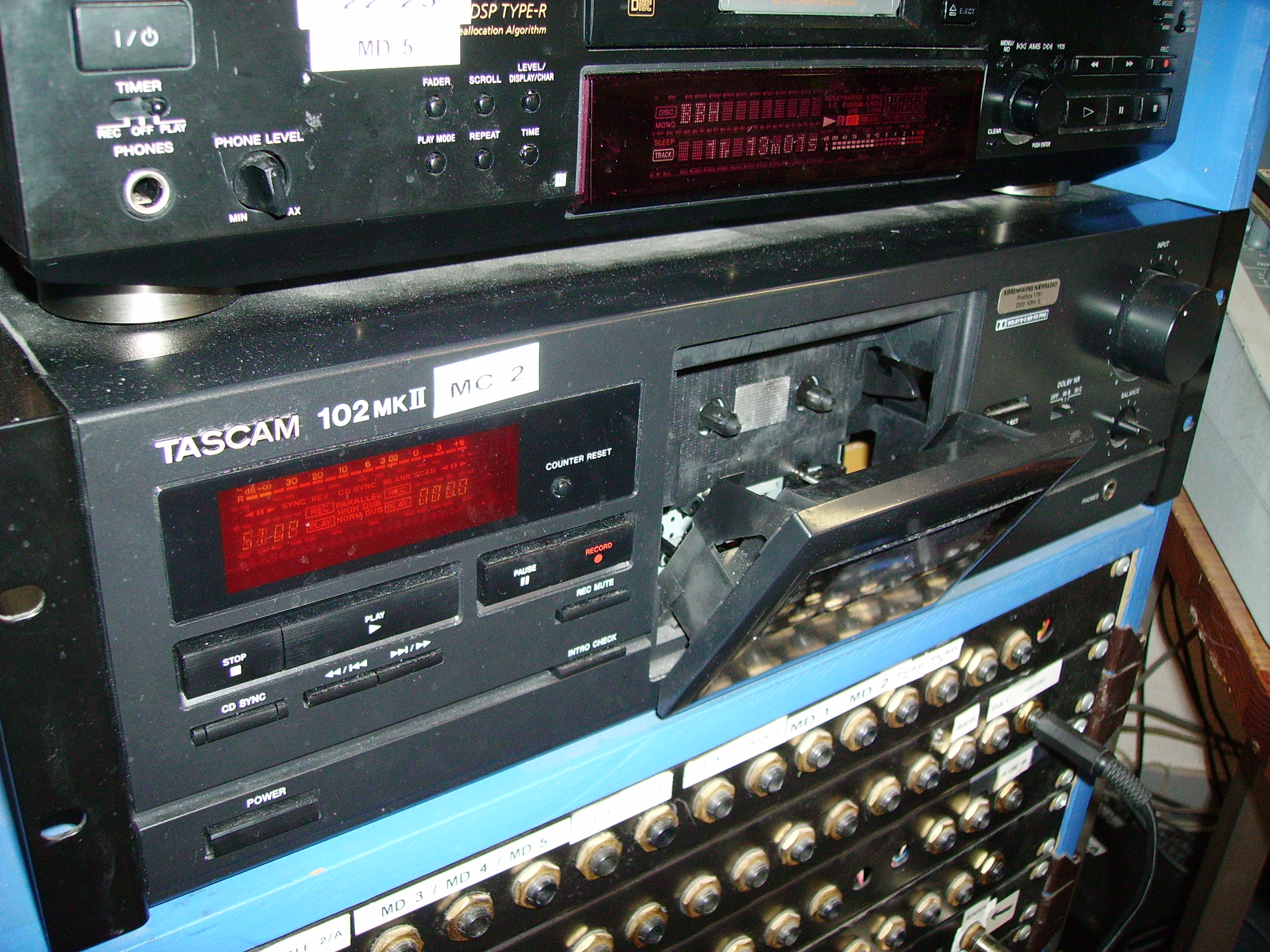
một giàn máy chơi nhạc đa năng có chức năng chơi băng Cassette
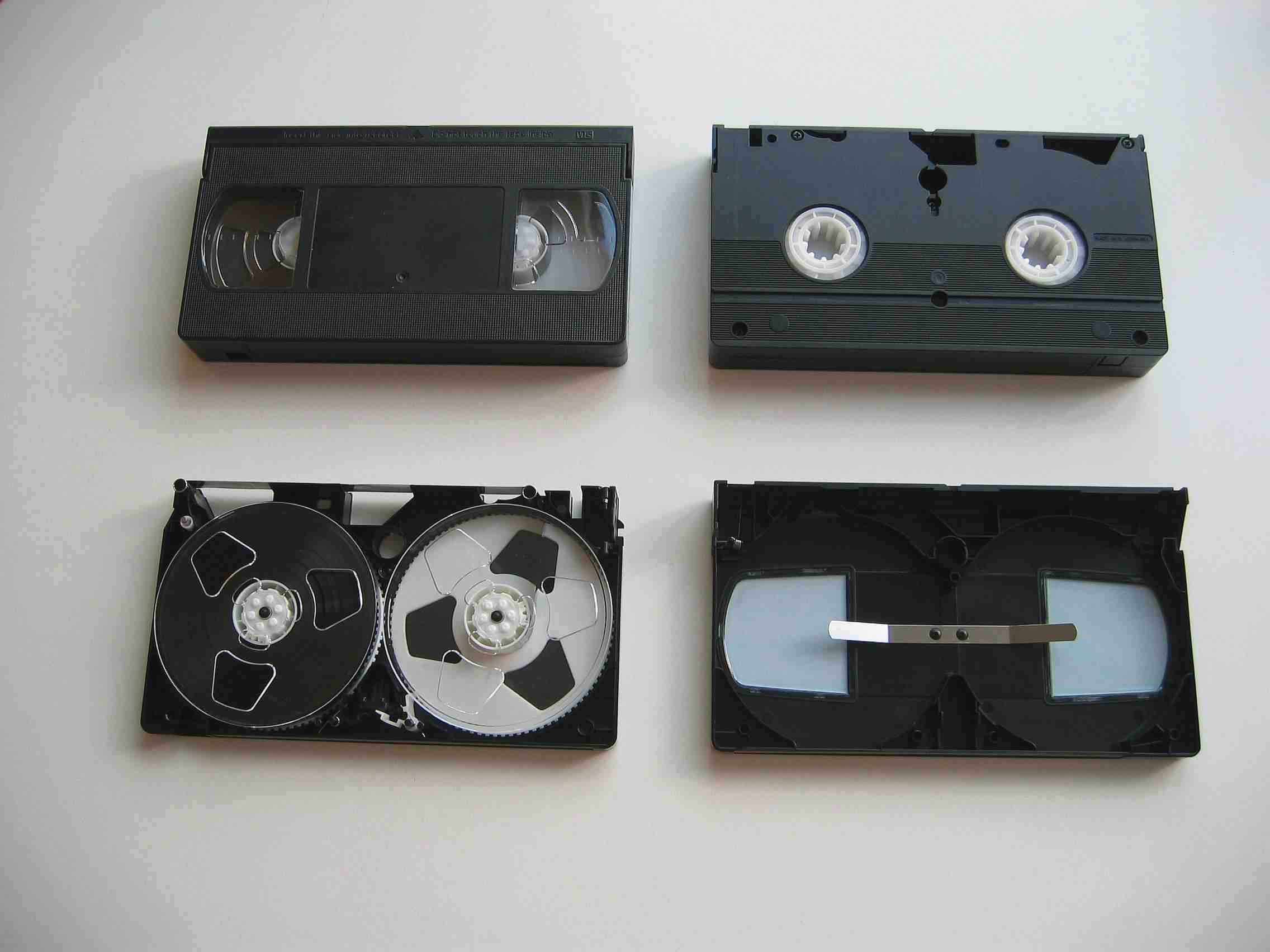
Băng Video VHS
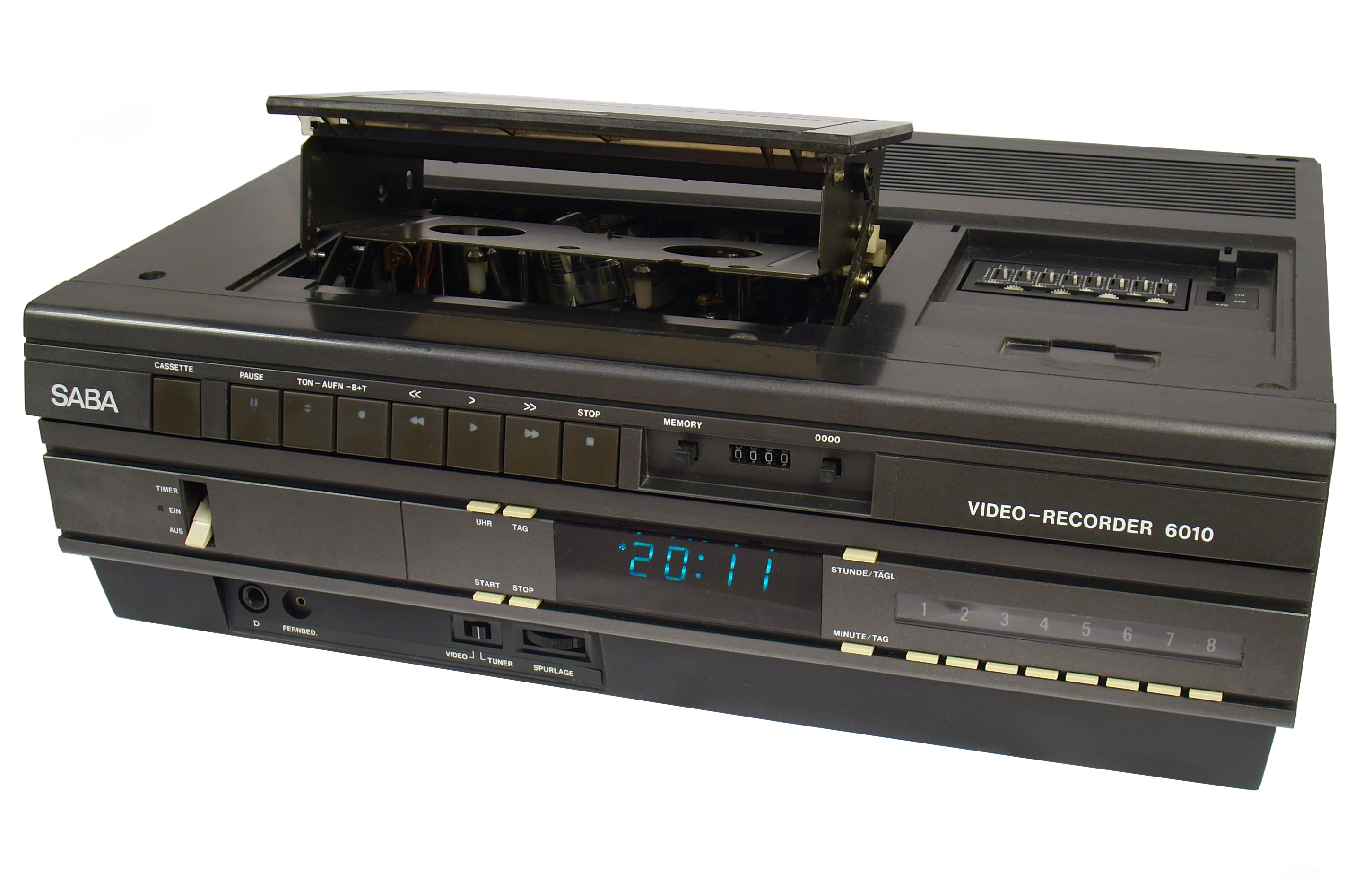
Một đầu máy Video của hãng Saba